# مناظره‌های انتخابات ریاست‌جمهوری ایران (۱۳۸۸)
مناظره‌های انتخابات ریاست جمهوری ۸۸ مجموعه مناظراتی بود که بین چهار نامزد انتخاباتی به شکل دو به دو در شب‌های پیش از انتخابات برگزار شد؛ و به صورت زنده روی آنتن صدا و سیمای جمهوری اسلامی رفت. میرحسین موسوی، مهدی کروبی، محسن رضایی و محمود احمدی‌نژاد افراد حاضر در مناظرات بودند. مجری این برنامه‌ها رضا پورحسین، رئیس سابق شبکه چهار بود.

## محمود احمدی‌نژاد و میرحسین موسوی

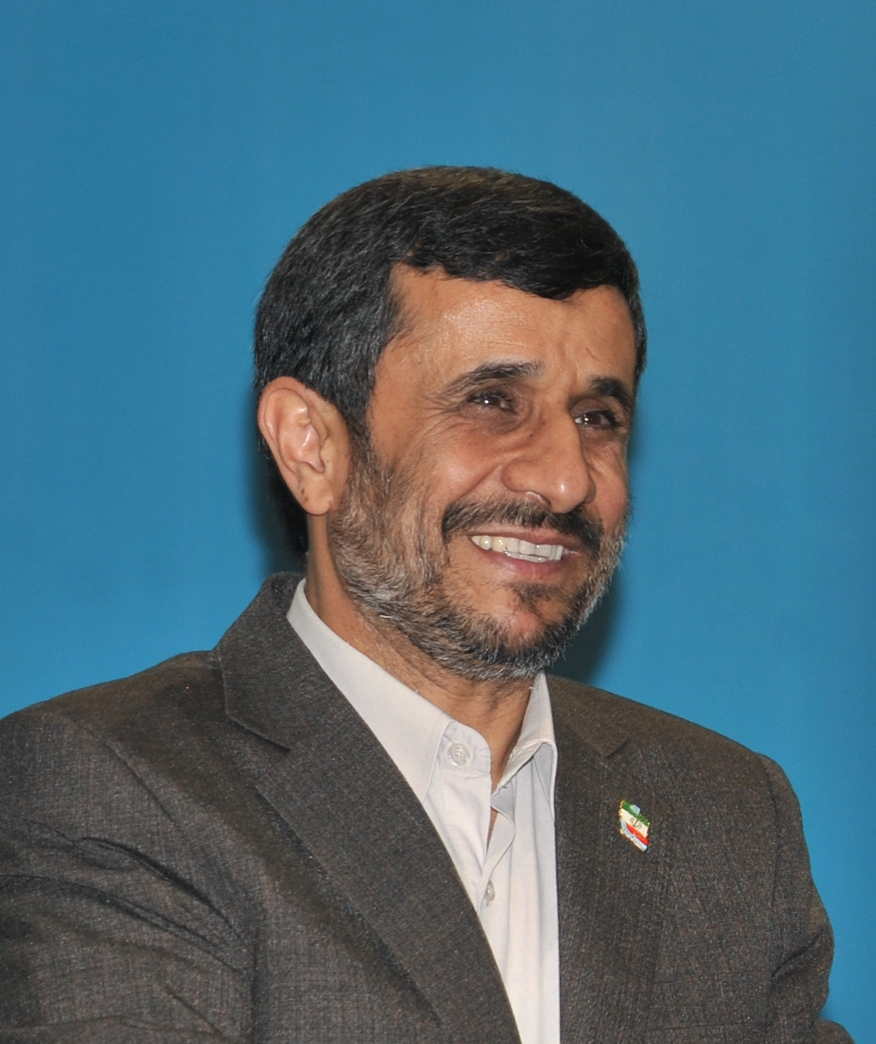

مناظرهٔ تلویزیونی محمود احمدی‌نژاد و میرحسین موسوی دو نامزد دهمین دورهٔ انتخابات ریاست جمهوری ایران در تاریخ چهارشنبه ۱۳ خرداد ۱۳۸۸ در ساعت ۱۰:۳۰ شب به وقت تهران از شبکه ۳ سیمای جمهوری اسلامی ایران به صورت زنده به نمایش درآمد و به یکی از رویدادهای مهم تاریخ ایران معاصر تبدیل شد. این اولین‌بار در تاریخ ایران بود که یک رئیس‌جمهور وقت در یک مناظره انتخاباتی شرکت می‌کرد.  در این مناظره، محمود احمدی‌نژاد به‌طور بی‌سابقه‌ای، حملات و اتهام‌هایی را متوجه شماری از مقامات جمهوری اسلامی، از جمله علی‌اکبر هاشمی رفسنجانی، ناطق نوری و محمد خاتمی ساخت و میرحسین موسوی نیز در جواب به انتقاد از احمدی‌نژاد و عملکرد دولتش پرداخت.

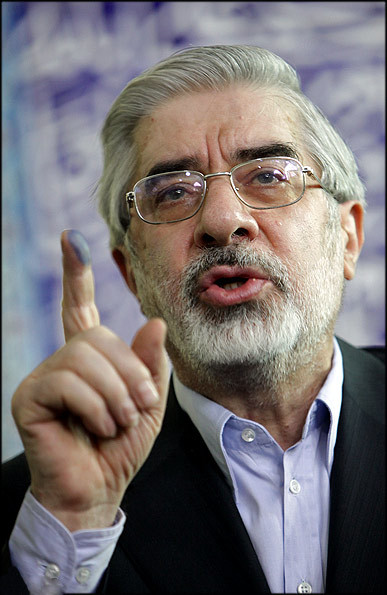

به گفته دبیر ستاد انتخابات صدا و سیما تخمین زده شده است که حدود ۵۰ میلیون نفر در داخل ایران و ۱۵۰ میلیون نفر در سطح جهان در خارج از ایران، شاهد این مناظرهٔ تلویزیونی بوده‌اند.

### پیش از مناظره
هواداران احمدی‌نژاد قرار بود پس از پایان مناظره «جشن پیروزی احمدی‌نژاد بر موسوی» را در پارک‌ها و جلو صدا و سیما برگزار کنند. خبر برگزاری جشن در واحد مرکزی خبر صدا و سیما، خبرگزاری فارس و رجانیوز وبگاه اصلی حامیان احمدی‌نژاد نیز درج شده بود. اما چند ساعت بعد برگزاری جشن به دلیل همزمانی با سالروز درگذشت امام خمینی لغو شد.
به گزارش رادیوی اروپای آزاد، به سبب پربیننده بودن این مناظره که از زمان پیروزی انقلاب ۱۳۵۷ برای اولین بار صورت گرفت، خیابان‌های تهران تقریباً خالی به نظر می‌رسیدند.

### محتوای مناظره
این مناظره بر اساس قرعه‌کشی با صحبت‌های محمود احمدی‌نژاد آغاز شد، وی با بیان این‌که در چهار سال اخیر بالاترین هجمهٔ انتقادی (به ادعای احمدی‌نژاد ۳۲۰ هزار تیتر توهین‌آمیز) متوجه دولت وی بوده است، از اکبر هاشمی رفسنجانی نام برده و بیان داشت که وی گروه هواداران میرحسین را مدیریت می‌کند.
در این مناظره، محمود احمدی‌نژاد به نقد جدی رئیس‌جمهوران پیشین، خاتمی و هاشمی رفسنجانی پرداخت و در موارد متعدد با ارائهٔ آمار مقایسه‌ای بین دولت خود و دو دولت قبل در ۱۶ سال، از عملکرد خود دفاع کرد. برای نخستین بار در تاریخ جمهوری اسلامی، احمدی‌نژاد به عنوان رئیس‌جمهور، در رسانهٔ رسمی ایران، و در یکی از پربیننده‌ترین برنامه‌های تاریخ آن، هاشمی رفسنجانی، از قدرتمندترین ارکان نظام جمهوری اسلامی، رئیس مجلس خبرگان رهبری و مجمع تشخیص مصلحت نظام را با ذکر نام و به صراحت، به «ضربه زدن به دولت»، به «فساد اقتصادی» و بالاتر از این، به «ارتباط غیرقانونی و پنهانی» با «پادشاه یک کشور عربی همسایه» علیه دولت منتخب مردم متهم کرد.
در این مناظره، موسوی با اشاره به هدف ورود خود که با گذشت ۴ سال از دولت احمدی‌نژاد احساس خطر کرده‌، به انتقاد از سیاست‌های دولت پرداخت، احمدی‌نژاد در جواب به ادعای حمایت موسوی از دولت‌های اصلاحات و سازندگی، عملکرد دولتش را با موارد گوناگون در ۲۴ سال گذشته مقایسه نمود.
احمدی‌نژاد سه دولت گذشته ایران، یعنی دولت میرحسین موسوی، دولت هاشمی رفسنجانی و دولت محمد خاتمی را رقیب خود در این دوره از انتخابات دانست و بسیاری از مقامات عالی‌رتبهٔ نظام جمهوری اسلامی و خانواده آن‌ها را به فساد متهم کرد. اتهامات رئیس‌جمهور در این مناظره رفسنجانی و فرزندانش، علی‌اکبر ناطق نوری و پسرش، غلامحسین کرباسچی و همسرش، محسن صفایی فراهانی از نمایندگان متحصن دوره ششم مجلس شورای اسلامی را نیز دربرگرفت. همچنین در اواخر این مناظره، احمدی‌نژاد پرونده زهرا رهنورد همسر میرحسین موسوی را روبروی دوربین قرار داد و ادعا کرد که او به صورت غیرقانونی دو مدرک فوق لیسانس گرفته، بدون کنکور مدرک دکترا گرفته و حتی رئیس دانشگاه شده است.

### پس از مناظره
پس از برگزاری مناظرهٔ تلویزیونی و هنگام خروج دو نامزد ریاست جمهوری از محوطهٔ صدا و سیما در خیابان ولیعصر، با ازدحام جمعیت، ناآرامی‌هایی در این مکان رخ داد و نیروی انتظامی برای متفرق کردن تجمعات، مجبور به استفاده از گاز اشک‌آور شد. در همین حال، به گزارش برخی رسانه‌های ایران، طرفداران نامزدهای اصلاح طلب نیز در کوی دانشگاه و میدان ونک تجمع کردند و جمعی از دانشجویان در کوی دانشگاه، با در دست داشتن تصاویری از میرحسین موسوی و مهدی کروبی شعارهایی سر دادند. همچنین جمعیت زیادی نیز در میدان ونک اجتماع کرده و در حمایت از میرحسین موسوی شعار دادند.
در جریان ناآرامی‌های درگرفته در شهر مشهد نیز، یکی از هواداران موسوی در درگیری با هواداران احمدی‌نژاد کشته شد. با اینحال، روز پس از مناظره، جانشین فرمانده نیروی انتظامی ایران، سردار احمدرضا رادان در گفتگو با خبرگزاری مهر مدعی شد که در شب مناظره در برخی از شهرهای کشور تعدادی از هواداران نامزدهای انتخاباتی برای ابراز احساسات به خیابان‌ها آمده بودند که در این رابطه در سطح کشور هیچ گونه مورد خاصی مبنی بر درگیری میان هواداران یا تخلف انتخاباتی گزارش نشده است.

### سالگردِ درگذشتِ امام خمینی
این مناظره در شبِ بیستمین سالروزِ درگذشتِ سید روح‌الله خمینی نخستین رهبر ایران و بنیادگذارِ جمهوریِ اسلامی برگزار شد. ساعاتی پس از پایانِ مناظره و در صبحِ روز چهاردهمِ خردادماهِ ۱۳۸۸ در مراسمی که به همین مناسبت در محل آرامگاهِ وی برگزار شده بود، سرانِ نظام از جمله احمدی‌نژاد، موسوی، هاشمی رفسنجانی و ناطق نوری در کنارِ یکدیگر قرار گرفتند. صحبت‌هایِ خصوصیِ سرپاییِ هاشمی رفسنجانی و احمدی‌نژاد از حاشیه‌هایِ جالبِ این مراسم بود.
مهدوی کنی یکی از مهم‌ترین حامیانِ احمدی‌نژاد نیز در گفت‌وگویِ کوتاهی که با او داشت، از اظهاراتش ابراز نگرانی شدید کرد. خامنه‌ای رهبر ایران در سخنرانی خود گفت: «صحیح و مورد پسند نیست که یک نامزد در سخنرانی در جمع مردم یا نطق‌های تلویزیونی، برای اثبات خود، به نفی نامزد دیگر متوسّل شود… بنده با مناظره و گفت‌وگو و انتقاد مخالفتی ندارم، ولی همه سعی کنند که در چارچوب‌هایِ درستِ شرعی و دینی انجام شود».

### بازتاب در رسانه‌های خارجی
- خبرنگار شبکه الجزیره که از تهران گزارش را ارسال می‌کرد گفت: اجرای چنین مناظره‌ای در ایران پیش‌بینی شده بود و این مناظره تأثیر گسترده‌ای بر روند انتخابات دارد.
- خبرگزاری آسوشیتدپرس نیز در گزارشی با پرداختن به مناظره موسوی و احمدی‌نژاد، موضوع هولوکاست را در این مناظره برجسته کرد و نوشت: «موسوی، می‌گوید احمدی‌نژاد با زیر سؤال بردن هولوکاست، موقعیت ایران در سطح بین‌المللی را مخدوش کرده است.»
- خبرگزاری رویترز در گزارشی نوشت میرحسین موسوی نامزد اصلاح‌طلب انتخابات ریاست جمهوری، محمود احمدی‌نژاد را به دلیل اتخاذ سیاست خارجی «افراطی» به تحقیر ملت ایران متهم کرد.[۲۰]
- وزارت امور خارجه بریتانیا ادعای احمدی‌نژاد مبنی بر عذرخواهی تونی بلر از ایران را بی‌اساس دانست. احمدی‌نژاد در مناظره گفته بود پس از آزاد شدن ملوانان، «تونی بلر»، نخست‌وزیر وقت انگلیس از ایران عذرخواهی کرده و این سند در وزارت خارجه ایران موجود است. انگلیسی‌ها پیش از این نیز چنین ادعایی را رد کرده بودند.[۲۱]

### بازتاب‌های داخلی
- در پی اتهام‌های محمود احمدی‌نژاد به هاشمی رفسنجانی و خانوادهٔ او، دفتر هاشمی رفسنجانی، یک روز پس از مناظره، با ارسال نامه‌ای خطاب به عزت‌الله ضرغامی، رئیس سازمان صدا و سیما، خواستار تعیین فرصتی پیش از پایان مهلت تبلیغات انتخاباتی برای پاسخگویی به اتهاماتی شد که از سوی رئیس‌جمهور پیشین ایران متوجه هاشمی و فرزندانش شده است. در این نامه چنین نوشته شد: «در پی نسبت دادن دروغ‌ها و تهمت‌های مکرر به شخص هاشمی رفسنجانی و فرزندان ایشان و ایجاد شبهه در فضای انتخاباتی توسط آقای احمدی‌نژاد که فرصت دفاع و پاسخگویی نیز وجود نداشت، خواهشمند است دستور فرمایید قبل از اتمام مهلت تبلیغات انتخاباتی فرصت مناسب، در اسرع وقت در همان شبکه، جهت پاسخگویی و شفاف‌سازی در خصوص موارد کذب ادعا شده فراهم گردد».[۲۲]
- محسن صفایی فراهانی که به گفته احمدی‌نژاد «در دولت خاتمی پولدار شده»، واکنش نشان داده و گفت از احمدی‌نژاد به دلیل اتهاماتی که در تلویزیون علیه او مطرح کرده است شکایت خواهد کرد. وی همچنین رئیس‌جمهور را به مناظره تلویزیونی دعوت کرد.[۲۳]
- قدرت‌الله علیخانی نماینده مردم قزوین در مجلس هشتم، ضمن پیش‌بینی کاهش آرای محمود احمدی‌نژاد پس از مناظره با میرحسین موسوی؛ گفت: «اظهارنظر احمدی‌نژاد دور از اخلاق و با شرع و قانون اساسی منافات داشت. کشور دارای قوه قضاییه است و مسئول رسیدگی به این مسائل قوه قضاییه است، این در حالی است که چندی پیش قوه قضاییه اعلام کرد که هیچ‌گونه پرونده مافیایی وجود ندارد، ولی همچنان وی با اظهارات خود اقدام به فرافکنی می‌کند».[۲۴]
- مصطفی ناطق نوری، پسر علی‌اکبر ناطق نوری هم که احمدی‌نژاد ثروتمند شدن او را نمونه‌ای از «بی قانونی» خوانده بود، با واکنش نشان دادن به اظهارات او در نامه‌ای سرگشاده به میرحسین موسوی از «متانت و بزرگواری» او در مناظره با احمدی‌نژاد تشکر کرد و بیان داشت که از افترایی که در پیشگاه میلیون‌ها نفر بر او و خانواده اش روا گردید بسیار آزرده گشته است.[۲۵]
- جبهه مشارکت ایران اسلامی در نامه‌ای به دادستان کل کشور و رئیس سازمان صدا و سیما خواستار آن شد تا فرصت پاسخگویی به اتهامات مطرح شده از سوی محمود احمدی‌نژاد را داشته باشد. از سوی دیگر، محمد رضا خاتمی، نایب رئیس مجلس ششم و از اعضای جبهه مشارکت نیز گفت: «ادعای احمدی‌نژاد مبنی بر ارتباط متحصنان مجلس ششم با کنگره آمریکا دروغ محض است؛ اگر اتفاق افتاده بود به‌طور حتم نهادهای گوناگون به راحتی از این موضوع نمی‌گذشتند».[۲۲]
- مهدی چمران، رئیس شورای اسلامی شهر تهران، اعلام کرد که احمدی‌نژاد در این مناظره با طرح مسائل منطقی در موضوع سیاست خارجی، مردم را با واقعیات بیشتر آشنا کرده و در برابر سیاه‌نمایی‌ها و تخریب‌های غیرمنطقی رقبا، واکنشی درست انجام داد.[۲۶]
- کمیته دانشجویی صیانت از جان رئیس‌جمهوری، با دفاع از احمدی‌نژاد در بیان مفاسد موجود در بدنه نظام و شخصیت‌های بزرگ، با بیان اینکه در این هنگامه ممکن است علاوه بر تبلیغات و تخریبات رسانه‌ای، رقبا قصد حذف فیزیکی احمدی‌نژاد را کنند، جهت حفظ جان وی تشکیل شد.[۲۷]
- سید حسین نقوی عضو شورای مرکزی فراکسیون اصولگرایان مجلس با دفاع از عمل احمدی‌نژاد در این مناظره اعلام داشت که احمدی‌نژاد تنها گوشه کوچکی از مافیای قدرت و ثروت که پشت پرده سیاسیون کشور بود را افشا کرد.[۲۸]
- مهدوی کنی نسبت به گفته‌های محمود احمدی‌نژاد در گفتگوی کوتاه خود با او در مراسم درگذشت خمینی، به شدت گله و ابراز نگرانی کرد.[۲۹]
- محمد مقدم از اعضای مجمع روحانیون مبارز نسبت به گفته‌های محمود احمدی‌نژاد ابراز تاسف کرد و گفت: «آقای موسوی شخصی متین، منطقی و مستدل بودند، اما رئیس‌جمهور یک ملت، با آبرو و حیثیت افراد به راحتی بازی کرد و من تنها متاسفم.»[۳۰]
- روزنامه منسوب به جناح محافظه کار، جمهوری اسلامی، در سرمقاله خود در تاریخ ۱۶ خرداد ۱۳۸۸، ضمن انتقاد شدید از اتهامات احمدی‌نژاد، نوشت: «مناظره تلویزیونی آقایان میرحسین موسوی و محمود احمدی‌نژاد دو نامزد ریاست جمهوری که در شب رحلت امام خمینی رضوان الله تعالی علیه انجام شد به جای آنکه مناظره باشد تبلیغ علیه نظام جمهوری اسلامی و ارکان آن بود… آن شب وفاداران به نظام جمهوری اسلامی با قلب هائی مالامال از خون تا صبح به خاطر غربت این نظام مظلوم آرام و قرار نداشتند». این روزنامه همچنین، ضمن آنکه رفتار احمدی‌نژاد در مناظره را سقوط اخلاقی خواند، اتهامات وارد شده به مقامات نظام توسط وی را کذب دانست و آن را همسو با آنچه که رادیوهای خارجی و گروه‌های مخالف جمهوری اسلامی یا ضدانقلاب انجام می‌دهند، خواند. سرمقاله روزنامه جمهوری اسلامی، گفتار احمدی‌نژاد را القاگر این نکته دانست که از دید او هیچ‌کس حق ندارد وارد صحنه رقابت با او شود. این روزنامه همچنین دربارهٔ موسوی نوشت که او در برابر این تهاجمات و اتهامات متحد شده بود که به کدام یک از آن‌ها پاسخ بدهد و چون انسان محجوب و محترمی است اصولاً از مناظره چنین تصویری در ذهن نداشت. به همین دلیل او نتوانست برنامه‌های خود را تشریح کند و نتوانست به اتهامات پاسخ بدهد.[۳۱]
- محمد هاشمی رفسنجانی، یکی از اعضای خانواده هاشمی، عضو مجمع تشخیص مصلحت نظام و دبیر سیاسی حزب کارگزاران سازندگی، سخنان احمدی‌نژاد را برای زیر سؤال بردن کل نظام کافی دانست و مدعی شد که احمدی‌نژاد با انقلاب مخملی و کمک دشمنان و برای ضربه زدن به کشور به قدرت رسیده است. وی آنچه نقل قولی از سفیر وقت انگلیس خواند را مطرح کرد و گفت: «شش ماه پیش از انتخابات نهمین دوره ریاست جمهوری سفیر وقت انگلیس در جایی عنوان کرده بود که شخصی به نام محمود احمدی‌نژاد به عنوان رئیس‌جمهوری جانشین محمد خاتمی می‌شود. این ادعا که اگر لازم باشد، مدارکش را هم انتشار می‌کنیم نشان می‌دهد که ریاست احمدی‌نژاد در دولت نتیجه انقلاب مخملی دشمنان بود تا آن‌ها با کمترین هزینه و بدون اینکه بخواهند خود را درگیر چنگ و تنش‌های جهانی کنند، به خواسته‌های خصمانه خود دست یافته‌اند.» محمد هاشمی همچنین عنوان داشت: «از بین بردن آرمان‌های امام، زیر سؤال بردن ارزش‌های انقلاب اسلامی، برهم زدن نظم اقتصادی کشور و… مواردی است که تا پیش از این اهداف مستکبران بود و برای رسیدن به آن‌ها حتی ما را تهدید به حمله نظامی می‌کردند. اما در حال حاضر به برکت حضور احمدی‌نژاد و دولت غیرقابل دفاعش کشور ما با همه این پدیده‌ها مواجه شده است و به همین دلیل است که کشورهایی نظیر آمریکا و اسراییل ضرورتی به حمله نظامی و تهدید کردن ایران نمی‌بینند.»[۳۲]
- مرکز تحقیقات استراتژیک به ریاست حسن روحانی با انتشار بیانیه‌ای، ادعاهای رئیس‌جمهور را در مورد مسائل هسته‌ای دروغ و توهم تفسیر و از بیان آن‌ها شدیداً انتقاد کرد. در این بیانیه به پیشرفت‌های هسته‌ای ایران در دولت‌های قبل تأکید شده است.[۳۳][۳۴][۳۵]
- دفتر اکبر هاشمی رفسنجانی، رئیس مجمع تشخیص مصلحت نظام با صدور بیانیه دیگری، اقدام محمود احمدی‌نژاد را نقض صریح قانون اساسی و زیر پا گذاشتن سوگند ریاست جمهوری خواند و اعلام نمود که «به‌طور قطع و یقین موارد اتهامی از طریق مراجع قانونی و ذی‌صلاح مورد پیگرد قرار خواهد گرفت». در این بیانیه آمد: «نظر و خواست کسانی که به تهمت و افترا به مقامات عالی‌رتبه کشور روی آورده‌اند ایجاد بدبینی و یاس و سیاه‌نمایی به تاریخ انقلاب است و هدف عمده آن‌ها در این مقطع ناامید کردن مردم برای حضور گسترده و با شکوه در پای صندوق‌های رای می‌باشد چرا که این افراد موفقیت خود را در حضور حداقلی مردم و نهایتاً غلبه اقلیت بر اکثریت می‌دانند.»[۳۶][۳۷]
- علی اکبر ناطق نوری رئیس پیشین مجلس ایران با صدور اطلاعیه‌ای که روز شنبه ۱۶ خرداد منتشر شد، اتهاماتی که در جریان این مناظره از سوی محمود احمدی‌نژاد مطرح شده بود را نقض سوگند رئیس‌جمهوری خواند و نوشت: «در صورت صلاحدید در موقع مقتضی نسبت به اقدام قضایی علیه شخص مفتری" اقدام خواهد شد.» همچنین ناطق نوری در این بیانیه اعلام کرد: «قانون این حق را برای آقای ناطق نوری محفوظ می‌دارد که در موقع مقتضی نسبت به تنویر اذهان عمومی از طریق رسانه ملی که موظف است فرصت‌های لازم را در اختیار ایشان قرار دهد، اقدام نمایند.»[۳۸]
- محسن هاشمی رفسنجانی، با انتشار نامه‌ای سرگشاده به ادعاهای احمدی‌نژاد پاسخ داد.[۳۹]
- جامعه اسلامی مهندسین، یکی از مهم‌ترین تشکل‌های اصولگرایان با انتشار بیانیه‌ای دربارهٔ مناظره‌ها و نحوه تبلیغات نامزدهای انتخابات دهمین دوره ریاست جمهوری، زیر سؤال بردن عملکرد ۳۰ ساله انقلاب و شخصیت‌های آن را از طریق اتهامات اثبات نشده محکوم کرد. محمدرضا باهنر دبیرکل این تشکل و همچنین نایب رئیس مجلس فعلی که از حامیان احمدی‌نژاد در انتخابات ریاست جمهوری دهم می‌باشد، آنچه «حمله غیرمتعهدانه به عملکرد دولت‌های گذشته و دولت نهم و از آن مهم‌تر متهم نمودن شخصیت‌های انقلاب به اتهامات غیر اثبات شده» در این مناظره خواند، محکوم کرد.[۴۰][۴۱]
- اکبر هاشمی رفسنجانی، رئیس مجمع تشخیص مصلحت نظام و رئیس مجلس خبرگان ایران، در اعتراض به آنچه «اظهارات عاری از حقیقت و غیرمسئولانه» محمود احمدی‌نژاد در جریان مناظره تلویزیونی با میرحسین موسوی خوانده، نامه ای به علی خامنه‌ای، رهبر ایران نوشته، و به سکوت خامنه‌ای در این ماجرا اعتراض کرد.[۴۲]

## محمود احمدی‌نژاد و مهدی کروبی
مناظره تلویزیونی محمود احمدی‌نژاد و مهدی کروبی دو نامزد دهمین دوره انتخابات ریاست جمهوری ایران در تاریخ شنبه ۱۶ خرداد ۱۳۸۸ در ساعت ۱۰:۳۰ شب به وقت تهران از شبکه ۳ سیمای جمهوری اسلامی ایران به صورت زنده به نمایش درآمد. پیش از آغاز مناظره، چگونگی برگزاری و قوانین برنامه به بینندگان نشان داده شد. در این مناظره مهدی کروبی دولت احمدی‌نژاد را دولتی ضعیف و پر مشکل دانست و با اشاره به ادعای هاله نور و ماجرای ربودن احمدی‌نژاد در عراق توسط دولت جرج بوش، احمدی‌نژاد را فاقد صلاحیت شخصی دانست و گفت که او وقتی برای اولین بار به عنوان رئیس مجلس ایران به آمریکا رفته بود همه جا تحت کنترل کامل نیروهای امنیتی آمریکایی قرار داشتیم و امکان نداشت که در آنجا کسی ربوده یا ترور بشود. و ماجرای ۳۰۰ میلیارد تومان پول گم شده شهرداری را نیز به میان کشید. در مقابل احمدی‌نژاد با رد ماجرای هاله نور و ۳۰۰ میلیارد تومان با نمایش شاخص‌های اقتصادی که به گفته وی از بانک مرکزی ایران گرفته شده است، دولت خود را بهترین دولت در طی ۳۰ سال گذشته اعلام کرد و موضوع گرفتن ۳۰۰ میلیون تومان پول از شهرام جزایری توسط کروبی را مطرح کرد و در ادامه اضافه کرد که تمامی رسانه‌ها می‌توانند کوچک‌ترین سند موجود مربوط به تخلفات وی، خانواده و آشنایان وی و هیئت دولت را بدون اجازه منتشر کنند و سپس گفت که آمریکایی‌ها خودشان نقشه ربودن او را تأیید می کنندو سپس به کروبی گفت که شما آن همه در دوران انقلاب علیه آمریکایی‌ها سخنرانی می‌کردید حال دارید از آنها و اقدامات شان دفاع می‌کنید؟ برگردید به مواضع امام.

### مضمون مناظره
در این مناظره دربارهٔ فساد مالی محمود احمدی‌نژاد، ضعف دولت محمود احمدی‌نژاد، ماجرای شهرام جزایری، ماجرای ربوده شدن احمدی‌نژاد در عراق توسط آمریکا، ضعف سیاست خارجه محمود احمدی‌نژاد، شرکت احمدی‌نژاد در اجلاس خلیج فارس، ادعای هاله نوراحمدی نژاد، انکار هولوکاست توسط احمدی‌نژاد، ۳۰۰ میلیارد تومان فساد مالی احمدی‌نژاد در دوره شهرداری تهران، فساد مالی احمدی‌نژاد در پرونده نفت اردبیل در دوره شهرداری اردبیل، ارائه آمار نادرست تورم توسط احمدی‌نژاد، ۷۰۰ میلیون دلار برداشت غیرقانونی از بانک مرکزی در دوره ریاست جمهوری احمدی‌نژاد و وام ۴۰ میلیارد تومانی احمدی‌نژاد به صادق محصولی بین طرفین صحبت شد.
مهدی کروبی با نشان دادن تصویری از حضور محمود احمدی‌نژاد در همایش سران کشورهای حاشیه خلیج فارس، او را به باد انتقاد گرفت که چرا در مجلسی حضور یافته که به جای نام خلیج فارس از نام جعلی خلیج عربی استفاده شده است، خلیج فارس همیشه نامش خلیج فارس است و نه چیز دیگر. احمدی‌نژاد نیز در جواب، معنی عبارت «دول الخلیج العربیة» را کشورهای عربی خلیج عنوان کرد، نه کشورهای خلیج عربی به این شکل که العربیه در دستور زبان عربی به کلمه دول برمی گردد نه کلمه الخلیج و با این موضوع کروبی که تحصیل کرده حوزه بود را تحقیر نمود.

### پس از مناظره
- مهدی کروبی پس از این مناظره مصاحبه ای با صدا و سیما انجام داد و دربارهٔ فسادهای مالی محمود احمدی‌نژاد در جمع خبرنگاران توضیح داد: «در مناظره با احمدی‌نژاد از ماجرای ۷۰۰ میلیون دلاری که در دولت وی روی داده است، صحبت کردم، ولی این یک شعار تبلیغاتی نبود بلکه امروز توضیحاتی بیشتری در این باره می‌دهم. آقای رئیس‌جمهور قصد داشت تا به فردی ۷۰۰ میلیون دلار بدهد. در این راستا رئیس کل بانک مرکزی، می‌گفت که باید این برداشت با مجوز و مصوبه مجلس باشد یا اینکه رهبری اجازه دهند زیرا باید بدانیم که سند و مدرک آن چیست؟ این موضوع منجر به درگیری میان رئیس‌جمهور و رئیس کل بانک مرکزی شد و بنابراین از رهبری خواستم تا وارد این ماجرا شود و هنگامی که به محضر رهبری رسیدم، رهبری اجازه ندادند چنین برداشتی صورت بگیرد. چند روز بعد از این درگیری رئیس کل بانک مرکزی برکنار می‌شود».

مهدی کروبی همچنین به ماجرای پرونده اردبیل اشاره کرد و گفت: «داستان پرونده اردبیل ماجرایی دارد که بعد از انتخابات باید بررسی و پیگیری شود، البته همان شب در مناظره آقای احمدی‌نژاد گفت که پرونده اردبیل به مقامات قضایی و روزنامه‌ها داده شود. من از همین‌جا اعلام می‌کنم بعد از پایان انتخابات و مشخص شدن سرنوشت آن، هر سرنوشتی که برای آن رقم خورده باشد، پرونده نفت اردبیل را به روزنامه اعتمادملی می‌دهم».
- مهدی کروبی پس از این مناظره در مناظره تلویزیونی با میرحسین موسوی، دربارهٔ ادعای احمدی‌نژاد در رابطه با چاب عکس همسرش در روزنامه اعتماد که به اشتباه این روزنامه را منسوب به مهدی کروبی دانست، با نشان دادن روزنامه اعتماد از احمدی‌نژاد پرسید که شما که رئیس‌جمهور هستی و ادعای کارشناس ارشد بودن می‌کنی، چه‌طور فرق میان روزنامه اعتماد و اعتماد ملی را نمی‌دانی؟![۴۵]

### بازتاب‌های داخلی
- این مناظره ۷۰ میلیون نفر بیننده داشت که شبکه‌های خارجی نظیر شبکه الجزیره اقدام به پخش زنده این مناظره کردند.[۴۶]
- پس از این مناظره عده زیادی از طرفداران کاندیداها در خیابان‌های شهرهای مختلف ایران حضور یافتند و اقدام به شعار دادن در حمایت از کاندیدای مورد نظر خود کردند.